# Blair Rasmussen
Blair Allen Rasmussen (Auburn, 13 novembre 1962) è un ex cestista statunitense, professionista nella NBA.

## Carriera
È stato selezionato dai Denver Nuggets al primo giro del Draft NBA 1985 (15ª scelta assoluta).

## Statistiche

### College
| Anno      | Squadra      | PG  | PT  | MP   | TC%  | 3P% | TL%  | RP  | AP  | PRP | SP  | PP   |
| --------- | ------------ | --- | --- | ---- | ---- | --- | ---- | --- | --- | --- | --- | ---- |
| 1981-1982 | Oregon Ducks | 27  | 27  | 19,3 | 47,5 | -   | 73,6 | 4,8 | 0,5 | 0,7 | 0,7 | 6,4  |
| 1982-1983 | Oregon Ducks | 27  | 27  | 30,3 | 54,1 | -   | 69,0 | 5,4 | 1,0 | 0,2 | 0,8 | 14,8 |
| 1983-1984 | Oregon Ducks | 29  | 29  | 35,1 | 52,0 | -   | 80,4 | 6,1 | 1,1 | 0,2 | 1,4 | 16,6 |
| 1984-1985 | Oregon Ducks | 31  | 31  | 34,9 | 51,2 | -   | 72,2 | 7,2 | 1,1 | 0,5 | 1,1 | 16,1 |
| Carriera  | Carriera     | 114 | 114 | 30,2 | 51,7 | -   | 73,6 | 5,9 | 0,9 | 0,4 | 1,0 | 13,6 |

### NBA

#### Regular Season
| Anno      | Squadra        | PG  | PT  | MP   | TC%  | 3P%  | TL%  | RP  | AP  | PRP | SP  | PP   |
| --------- | -------------- | --- | --- | ---- | ---- | ---- | ---- | --- | --- | --- | --- | ---- |
| 1985-1986 | Denver Nuggets | 48  | 1   | 6,9  | 40,7 | -    | 79,5 | 2,0 | 0,3 | 0,1 | 0,2 | 3,2  |
| 1986-1987 | Denver Nuggets | 74  | 23  | 19,2 | 47,0 | -    | 73,2 | 6,3 | 0,8 | 0,3 | 0,8 | 9,5  |
| 1987-1988 | Denver Nuggets | 79  | 45  | 22,5 | 49,2 | -    | 77,6 | 5,5 | 1,0 | 0,3 | 1,0 | 12,7 |
| 1988-1989 | Denver Nuggets | 77  | 22  | 17,0 | 44,5 | -    | 85,2 | 3,7 | 0,6 | 0,4 | 0,5 | 7,6  |
| 1989-1990 | Denver Nuggets | 81  | 55  | 24,6 | 49,7 | 0,0  | 82,8 | 7,3 | 1,0 | 0,5 | 1,3 | 12,4 |
| 1990-1991 | Denver Nuggets | 70  | 69  | 33,2 | 45,8 | 40,0 | 67,7 | 9,7 | 1,0 | 0,7 | 1,9 | 12,5 |
| 1991-1992 | Atlanta Hawks  | 81  | 61  | 24,3 | 47,8 | 21,7 | 75,0 | 4,9 | 1,3 | 0,4 | 0,6 | 9,0  |
| 1992-1993 | Atlanta Hawks  | 22  | 6   | 12,9 | 37,5 | 33,3 | 69,2 | 2,5 | 0,2 | 0,2 | 0,5 | 3,2  |
| Carriera  | Carriera       | 532 | 282 | 21,4 | 47,2 | 25,7 | 76,7 | 5,7 | 0,9 | 0,4 | 0,9 | 9,6  |

#### Playoffs
| Anno     | Squadra        | PG | PT | MP   | TC%  | 3P% | TL%  | RP  | AP  | PRP | SP  | PP   |
| -------- | -------------- | -- | -- | ---- | ---- | --- | ---- | --- | --- | --- | --- | ---- |
| 1986     | Denver Nuggets | 10 | 4  | 17,5 | 40,6 | -   | 80,5 | 6,0 | 1,0 | 0,5 | 0,9 | 11,1 |
| 1987     | Denver Nuggets | 3  | 3  | 30,7 | 48,9 | -   | 50,0 | 7,7 | 2,3 | 0,7 | 0,7 | 16,3 |
| 1988     | Denver Nuggets | 11 | 11 | 25,2 | 47,2 | -   | 90,0 | 6,5 | 0,6 | 0,1 | 1,1 | 12,5 |
| 1989     | Denver Nuggets | 2  | 0  | 2,0  | -    | -   | -    | 0,0 | 0,0 | 0,0 | 0,0 | 0,0  |
| 1990     | Denver Nuggets | 3  | 0  | 28,0 | 39,6 | -   | 90,0 | 8,7 | 0,3 | 0,7 | 1,3 | 15,7 |
| Carriera | Carriera       | 29 | 18 | 21,8 | 44,3 | -   | 80,2 | 6,2 | 0,9 | 0,3 | 0,9 | 11,9 |